# Leopoldinia pulchra
Leopoldinia pulchra är en enhjärtbladig växtart som beskrevs av Carl Friedrich Philipp von Martius. Leopoldinia pulchra ingår i släktet Leopoldinia och familjen Arecaceae. Inga underarter finns listade i Catalogue of Life.